# Ветровая электростанция

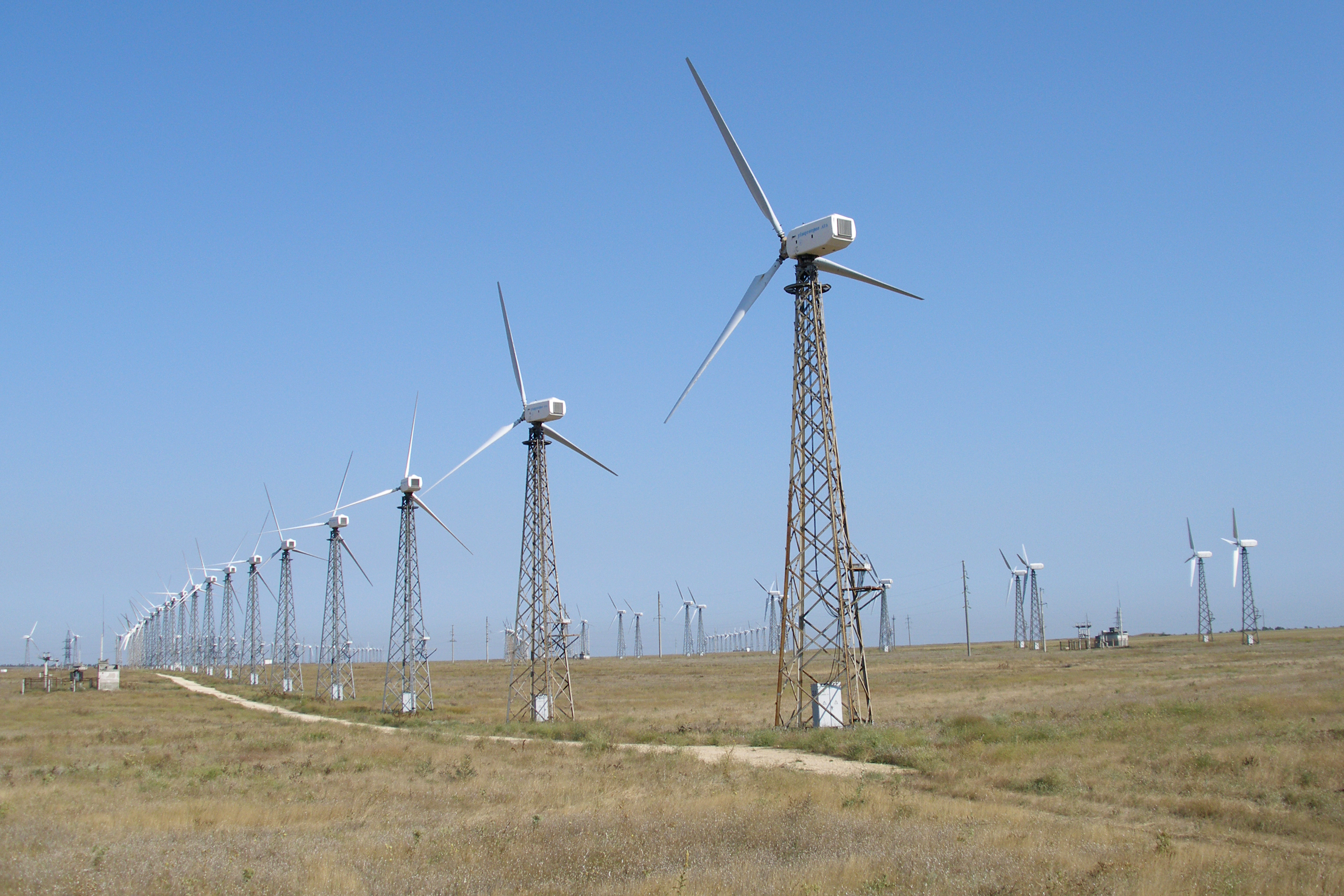
Сакская ВЭС, Крым.

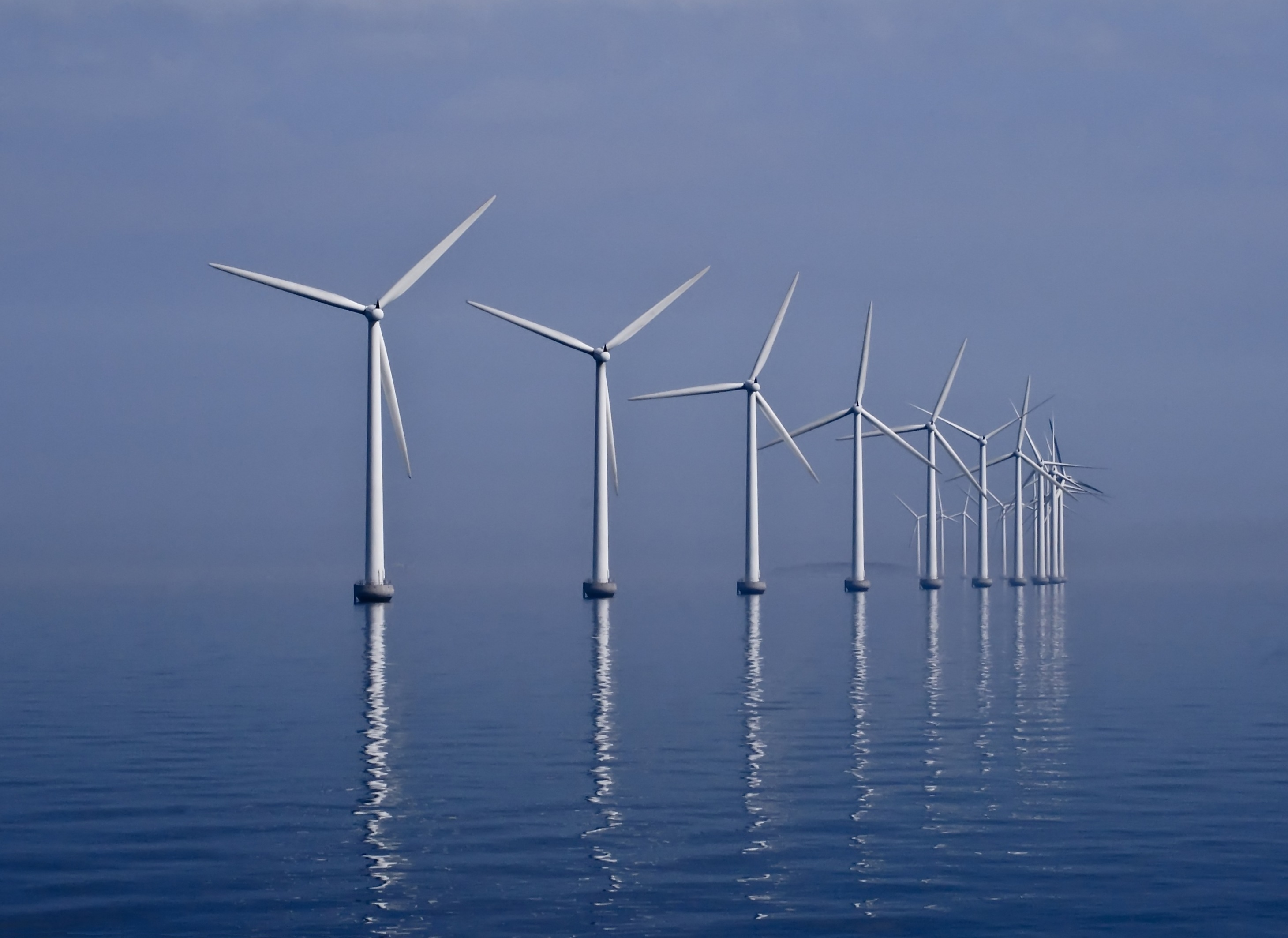
Плавучая ветряная электростанция Миддельгрюнден, около Копенгагена, Дания. На момент постройки она была крупнейшей в мире

Ветроэлектростанция (ВЭС) — несколько ветроэлектрических установок, собранных в одном или нескольких местах и объединённых в единую сеть. Крупные ветровые электростанции могут состоять из 100 и более ветрогенераторов. Иногда ветровые электростанции называют ветряными парками (ветропарками).

## История
Первая ветровая электростанция — «мельница» англичанина Блита диаметром 9 метров — была построена в 1887 году на даче Блита в Мэрикирке (Великобритания). Блит предложил избыточную электроэнергию со своей «мельницы» жителям Мэрикирка для освещения главной улицы, но получил отказ, так как те считали, что электроэнергия — это «работа дьявола». В дальнейшем Блит построил ветровую турбину для подачи аварийного питания в местную больницу, сумасшедший дом и амбулаторию, однако технологию Блита сочли экономически нежизнеспособной и следующая ветроэлектростанция появилась в Великобритании только в 1951 году.
Первая автоматически управляемая ветровая установка американца Чарльза Браша появилась в 1888 году и имела диаметр ротора 17 метров.
Современная ветряная электроэнергетика начала своё развитие в 1980-е гг. с турбин мощностью всего около полусотни кВт.
В СССР в 1951 году Молотовский электромеханический завод "Урал" начал выпуск стандартных ветроэлектростанций для колхозов. В начале 1980х годов был разработан план строительства ветровых электростанций для обеспечения энергией автономных объектов на Крайнем Севере (постройкой которых должны были заниматься военные строители). В дальнейшем, опытное хозяйство с несколькими ветроустановками было построено на берегу реки Десна в Вышгородском районе Киевской области УССР.
В 1988 году в Голландии в районе города Медемблик была введена в эксплуатацию первая экспериментальная ВЭС принципиально нового типа - вместо ветродвигателя с лопастями оснащённая ветротурбиной.

## Типы ветровых электростанций

### Наземная

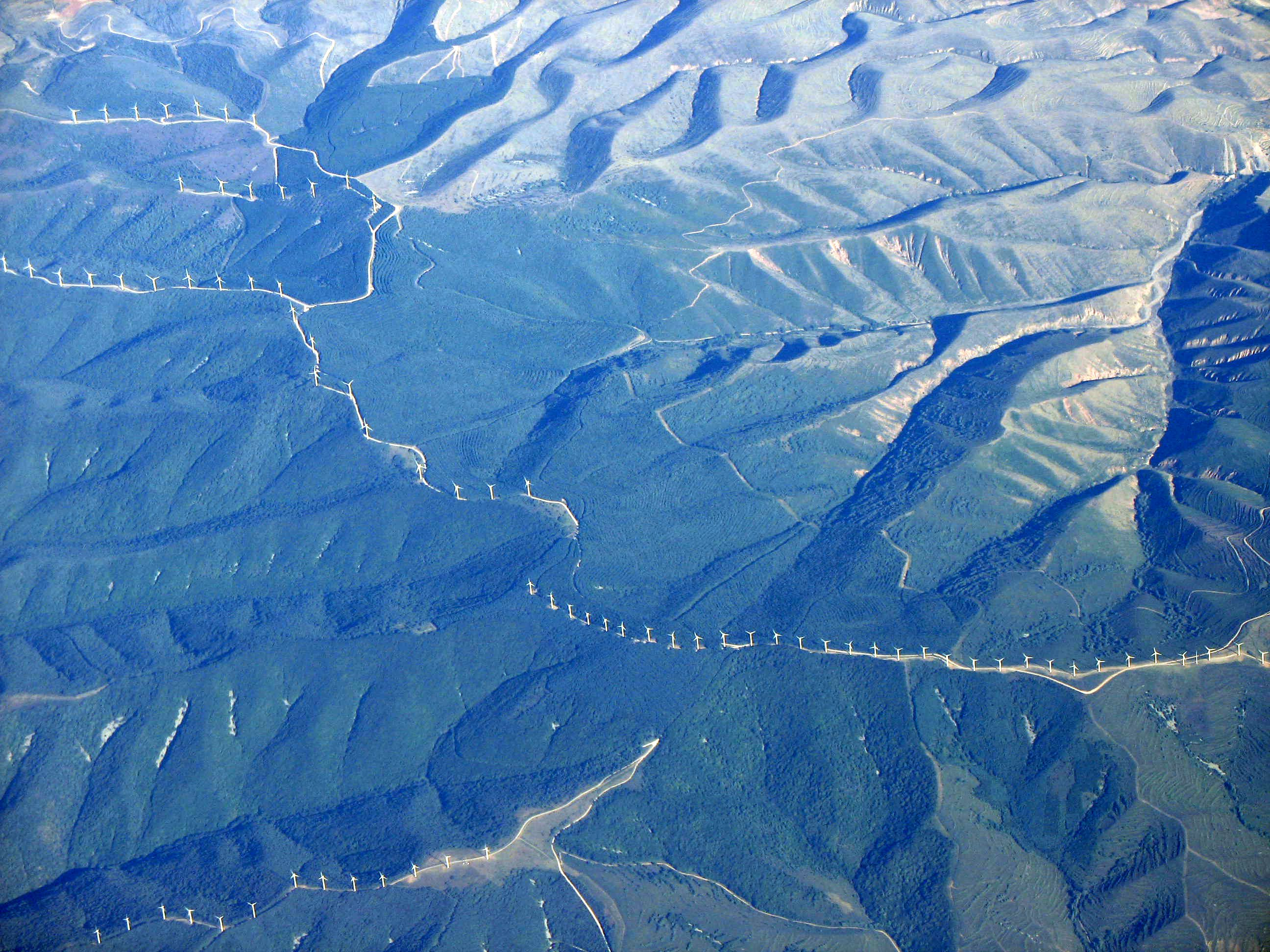
Наземная ветровая электростанция в Испании. Построена по вершинам холмов.

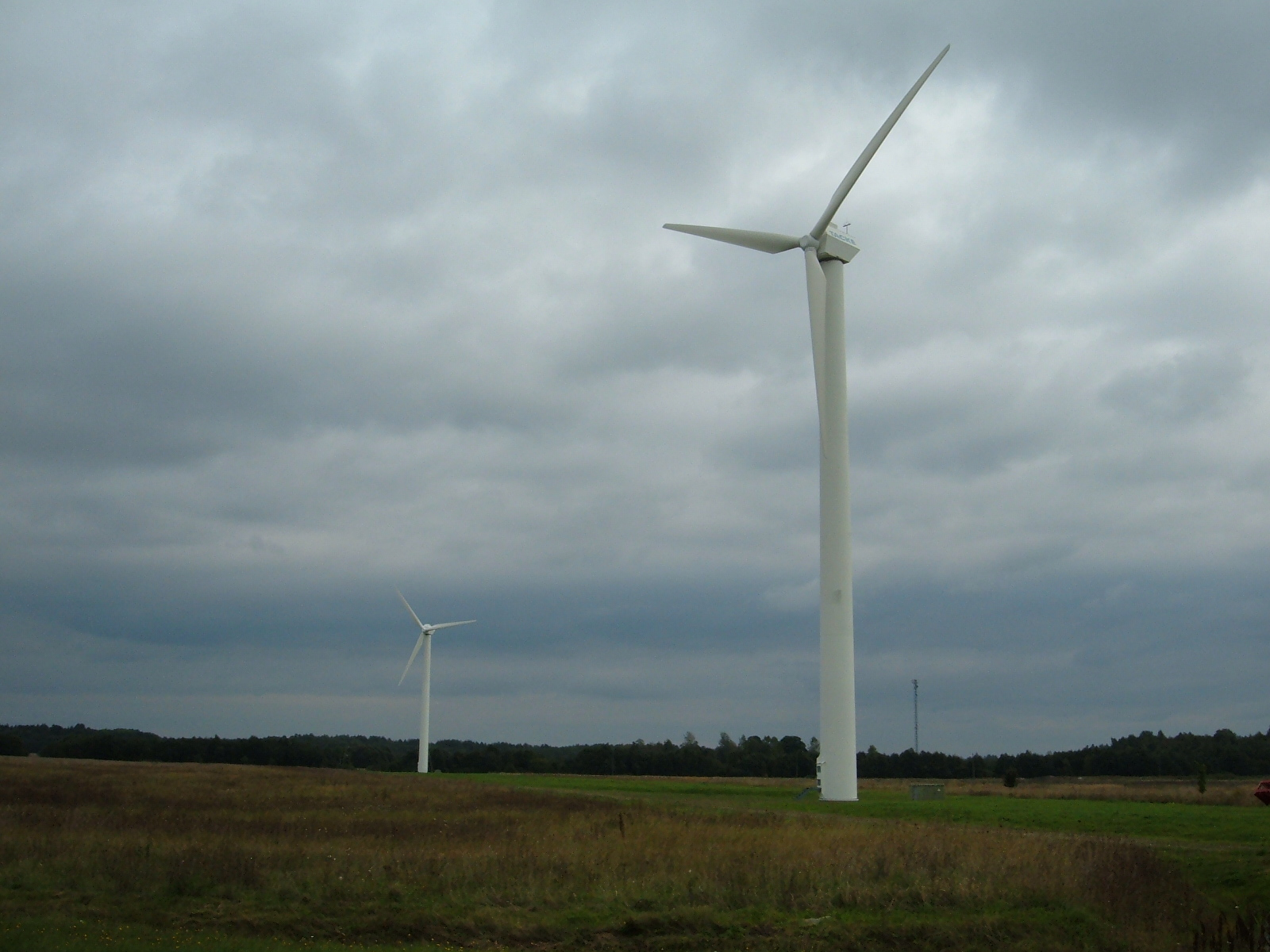
Наземная ветровая электростанция возле Айнажи, Латвия.

Самый распространённый в настоящее время тип ветровых электростанций. Ветрогенераторы устанавливаются на холмах или возвышенностях.
Промышленный ветрогенератор строится на подготовленной площадке за 7—10 дней. Получение разрешений регулирующих органов на строительство ветровой электростанции может занимать год и более.
Для строительства необходима дорога до строительной площадки, тяжёлая подъёмная техника с выносом стрелы более 50 метров, так как гондолы устанавливаются на высоте около 50 метров.
Электростанция соединяется кабелем с передающей электрической сетью.
Крупнейшей на данный момент ветровой электростанцией является электростанция Ганьсу, расположенная в провинции Ганьсу в городском округе Цзюцюань, КНР. Полная мощность — 7965 МВт.

### Прибрежная

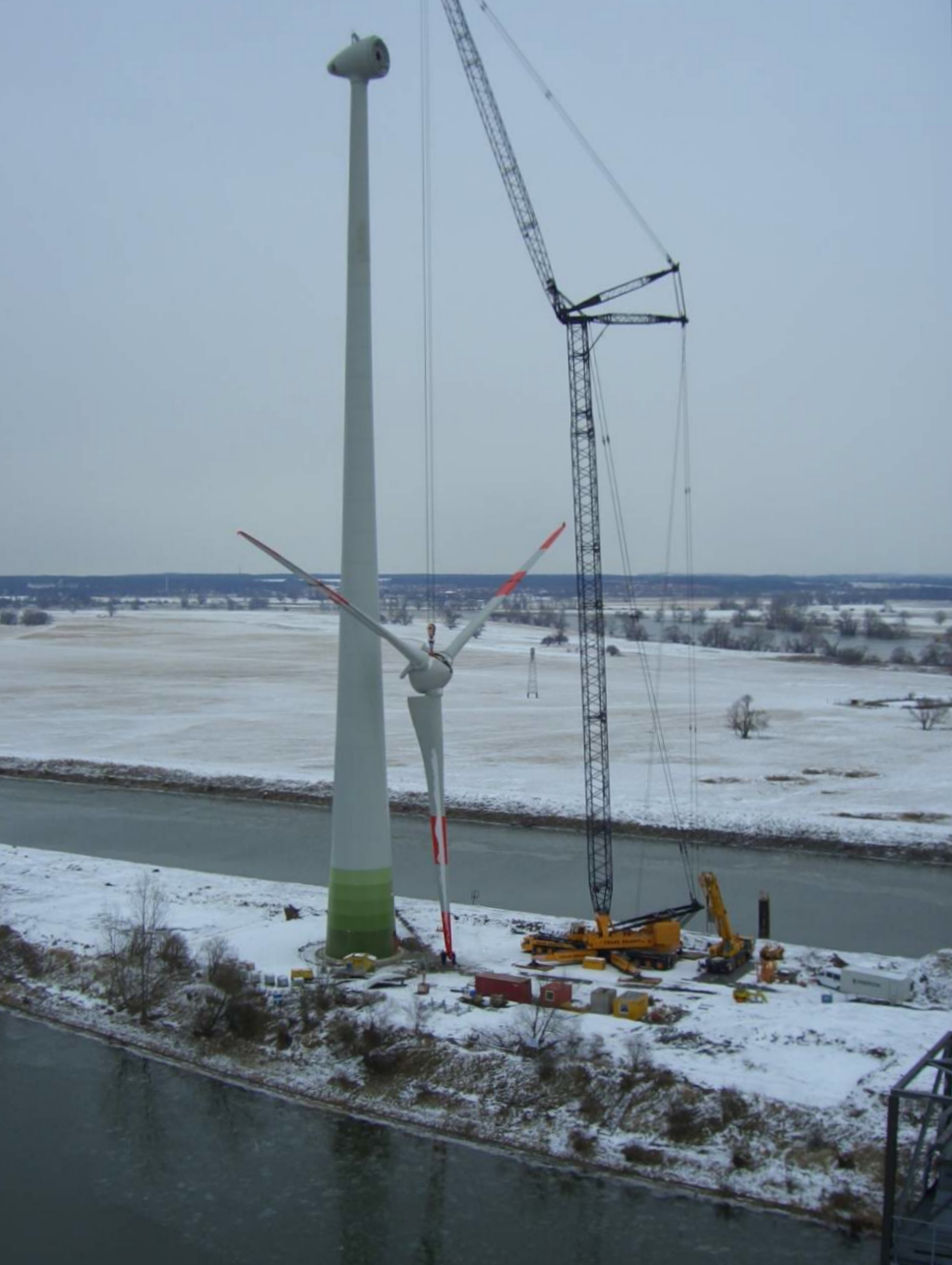
Строительство прибрежной электростанции в Германии.

Прибрежные ветровые электростанции строят на небольшом удалении от берега моря или океана. На побережье с суточной периодичностью дует бриз, что вызвано неравномерным нагреванием поверхности суши и водоёма. Дневной, или морской бриз, движется с водной поверхности на сушу, а ночной, или береговой — с остывшего побережья к водоёмам.

### Шельфовая
Шельфовые ветровые электростанции строят в море, в 10—60 км от берега. Шельфовые ветроэлектростанции обладают рядом преимуществ:
- их практически не видно с берега;
- они не занимают землю;
- они имеют большую эффективность (точнее, коэффициент использования установленной мощности) из-за регулярных морских ветров.

Шельфовые электростанции строят на участках моря с небольшой глубиной. Башни ветрогенераторов устанавливают на фундаменты из свай, забитых на глубину до 30 метров. Электроэнергия передаётся на землю по подводным кабелям.
Для строительства и обслуживания подобных электростанций используются самоподъёмные суда.
Шельфовые электростанции более дороги в строительстве, чем их наземные аналоги. Для генераторов требуются более высокие башни и более массивные фундаменты. Солёная морская вода может приводить к коррозии металлических конструкций.
В конце 2008 года во всём мире суммарные мощности шельфовых электростанций составили 1471 МВт, а за 2008 год во всём мире было построено 357 МВт шельфовых мощностей. 
Крупнейшей шельфовой станцией в 2009 году являлась электростанция Миддельгрюнден (Дания) с установленной мощностью 40 МВт. В 2013 году крупнейшей стала London Array (Великобритания) с установленной мощностью 630 МВт. 
Великобритания: 
- 6 сентября 2018 года в 19 км от берегов Великобритании в Ирландском море на северо-западе Англии запущена в эксплуатацию офшорная ветроэлектростанция ВЭС Walney[англ.]; суммарная мощность её ветряков составляет 659 МВт[12];
- в июле 2020 года запущена ВЭС East Anglia ONE[англ.] мощностью 714 МВт;
- три очереди ВЭС Hornsea (Hornsea Wind Farm): Hornsea Project 1 (мощностью 1,2 ГВт, запущена в 2020 году), Hornsea Project 2 (мощностью 1,4 ГВт (крупнейшая в мире морская, на данный момент), запущена в 2022 году) и Hornsea Project 3 (завершение в 2025 г.).

### Плавающая

Строительство первой плавающей электростанции. Норвегия. Май 2009 года.

Первый прототип плавающей ветровой турбины построен компанией H Technologies BV в декабре 2007 года. Ветрогенератор мощностью 80 кВт установлен на плавающей платформе в 10,6 морских милях от берега Южной Италии на участке моря глубиной 108 метров.
Норвежская компания StatoilHydro разработала плавающие ветрогенераторы для морских станций большой глубины. StatoilHydro построила демонстрационную версию мощностью 2,3 МВт в сентябре 2009 года. Турбина под названием Hywind весит 5300 тонн при высоте 65 метров. Располагается она в 10 километрах от острова Кармой, неподалёку от юго-западного берега Норвегии.
Стальная башня этого ветрогенератора уходит под воду на глубину 100 метров. Над водой башня возвышается на 65 метров. Диаметр ротора составляет 82,4 м. Для стабилизации башни ветрогенератора и погружения его на заданную глубину в нижней его части размещён балласт (гравий и камни). При этом от дрейфа башню удерживают три троса с якорями, закреплёнными на дне. Электроэнергия передаётся на берег по подводному кабелю.
Компания в 2017 году довела мощность турбины до 6 МВт, а диаметр ротора — до 154 метра.

### Парящая
Парящей называют ветровые турбины, размещённые высоко над землёй, для использования более сильного и стойкого ветра. Концепция разработана в 1930-е годы в СССР инженером Егоровым.
Текущим рекордсменом считается Vestas V164-8.0-MW. Этот прототип совсем недавно[когда?] был установлен в Датском национальном центре тестирования больших турбин в Остерильде (Østerild). Высота расположения оси Vestas 460 футов (140 метров), лопасти турбин в высоту более 720 футов (220 метров).

### Горная

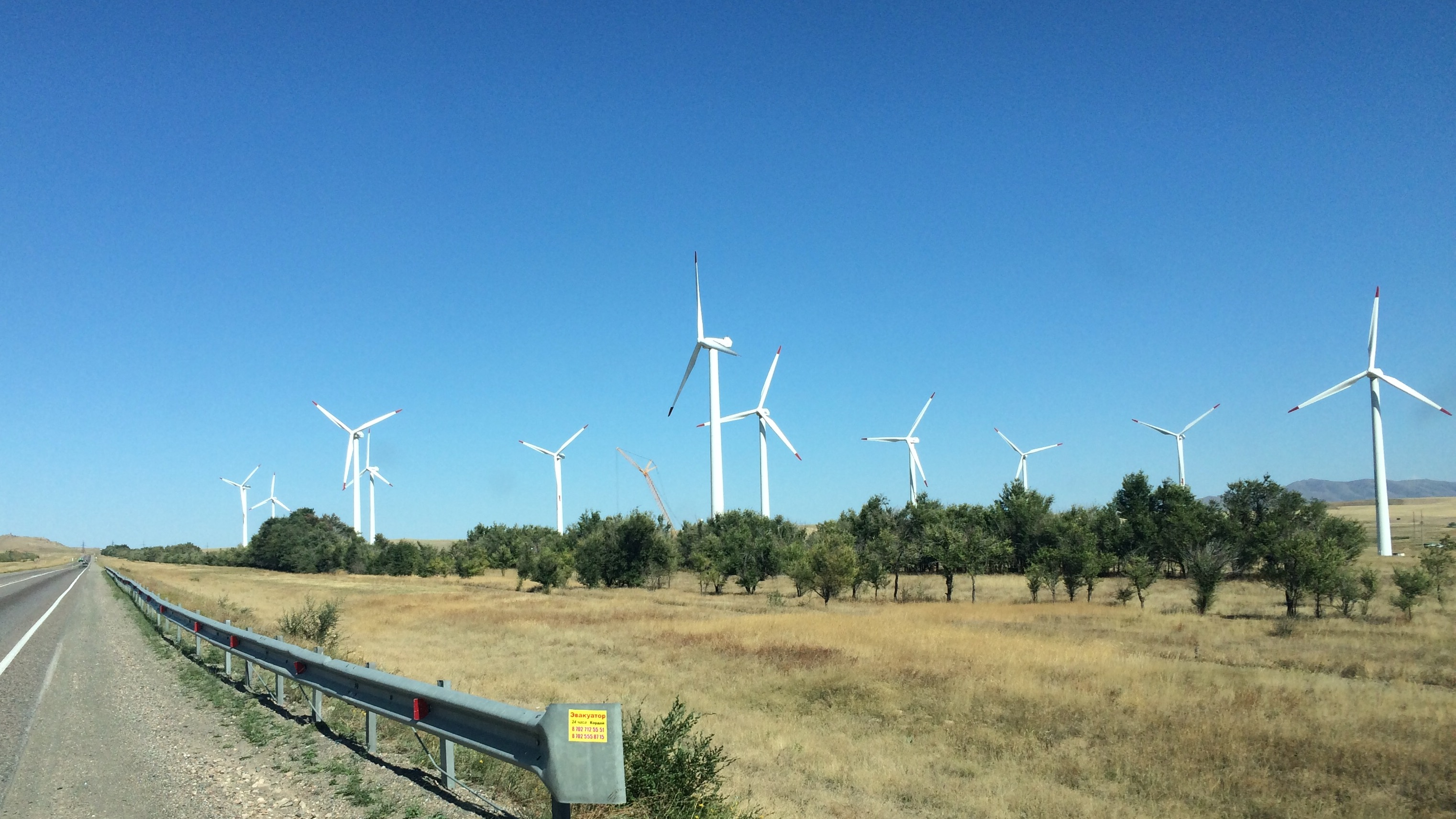
Кордайская ВЭС на юго-востоке Казахстана

Первая горная ВЭС на постсоветском пространстве мощностью 1,5 МВт была запущена на Кордайском перевале в Жамбылской области Казахстана в 2011 году.

## Планирование

### Исследование скорости ветра
Ветровые электростанции строят в местах с высокой средней скоростью ветра — от 4,5 м/с и выше.
Предварительно проводят исследование потенциала местности. Анемометры устанавливают на высоте от 30 до 100 метров, и в течение одного—двух лет собирают информацию о скорости и направлении ветра. Полученные сведения могут объединяться в карты доступности энергии ветра. Такие карты (и специальное программное обеспечение) позволяют потенциальным инвесторам оценить скорость окупаемости проекта.
Обычные метеорологические сведения не подходят для строительства ветровых электростанций, так как эти сведения о скоростях ветра собирались на уровне земли (до 10 метров) и в черте городов, или в аэропортах.
Во многих странах карты ветров для ветроэнергетики создаются государственными структурами, или с государственной помощью. Например, в Канаде Министерство развития и Министерство природных ресурсов создали Атлас ветров Канады и WEST (Wind Energy Simulation Toolkit) — компьютерную модель, позволяющую планировать установку ветрогенераторов в любой местности Канады.
В 2005 году Программа развития ООН создала карту ветров для 19 развивающихся стран.

### Высота
Скорость ветра возрастает с высотой. Поэтому ветровые электростанции строят на вершинах холмов или возвышенностей, а генераторы устанавливают на башнях высотой 30—60 метров. Принимаются во внимание предметы, способные влиять на ветер: деревья, крупные здания и т. д.

## Преимущества и недостатки

### Воздействие на сельское хозяйство
ВЭС напрямую снижают площадь пригодных к использованию в сельском хозяйстве земель, так как сельскохозяйственная деятельность непосредственно под ВЭС невозможна. ВЭС неблагоприятно влияют на поведение крупного рогатого и другого скота на пастбищах, расположенных между ветряками.

### Спорная экономическая эффективность
В настоящее время[когда?] ещё проводятся исследования, которые призваны разъяснить экономическую эффективность ВЭС. При серьёзных капиталовложениях срок окупаемости подобных инвестпроектов может оказаться ниже, чем проектов тепловой или атомной энергетики. Также надёжность генерации по сравнению с упомянутыми альтернативными способами находится под сомнением. В период морозов в США в 2020 году многие ветряные парки вышли из строя и генерация приостановилась на несколько месяцев, что исключает ВЭС из списка источников, пригодных в качестве основных, но позволяет рассматривать их в качестве дополнительных источников энергии.

### Экологический эффект
При строительстве ветровых электростанций учитывается влияние ветрогенераторов на окружающую среду. Законы, принятые в Великобритании, Германии, Нидерландах и Дании, ограничивают уровень шума от работающей ветроустановки до 45 дБ в дневное время и до 35 дБ ночью.
Минимальное расстояние от установки до жилых домов — 300 м.
Современные ветровые электростанции прекращают работу во время сезонного перелёта птиц.
В 2021 г. Верховный суд Норвегии постановил, что две ветряные электростанции на полуострове Фосен наносят вред оленеводам из числа саамов, ограничивая доступ к их пастбищам, 151 турбина ВЭС может быть отключена.

## Галерея

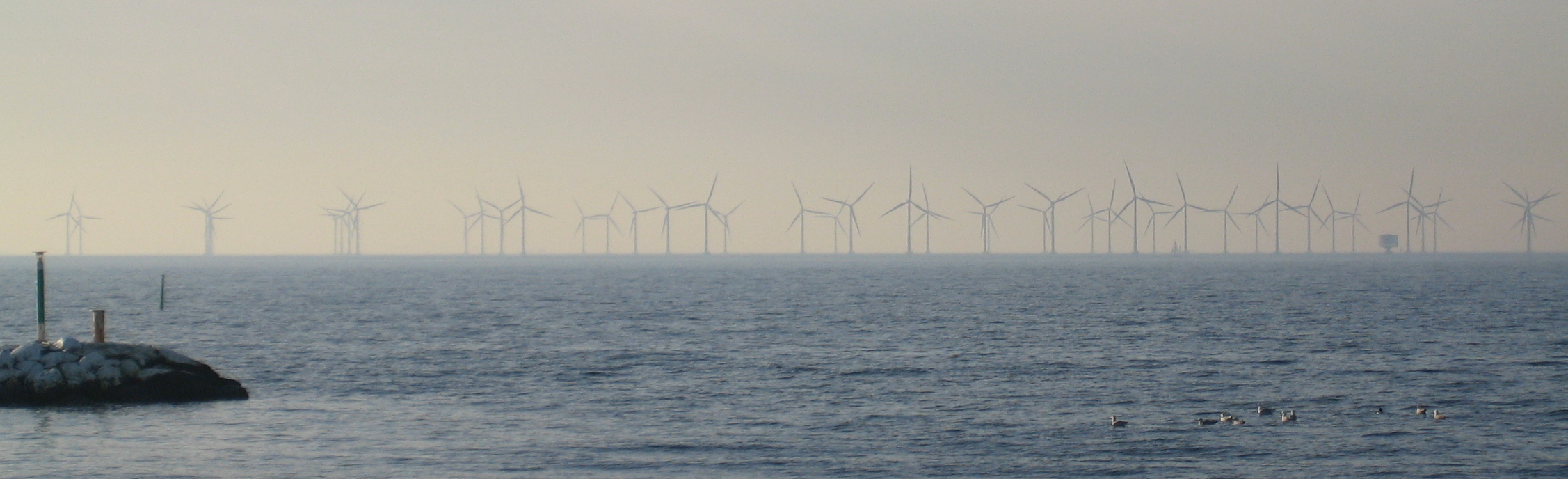
ВЭС Лиллгрунд 110 МВт, Швеция

## ВЭС в мире

Ветроэнергетика: общемировая годовая динамика установленной мощности ВЭС.

ВЭС на полуострове Фосен на западе Норвегии состоит из 151 турбины, строительство которых было завершено в 2020 году, являются частью крупнейшей береговой ветряной электростанции в Европе.

### в России

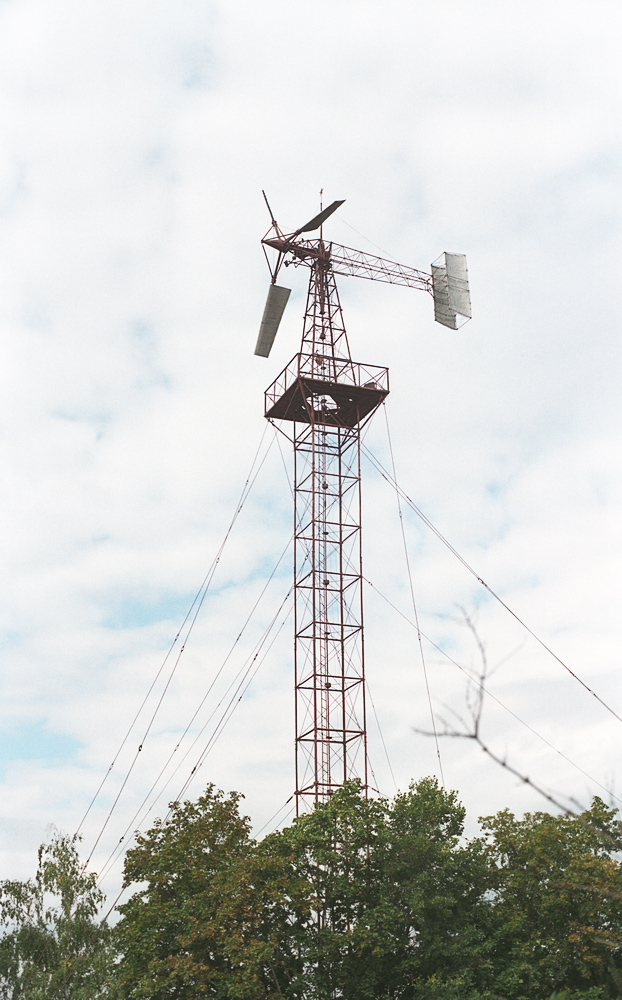
Ветрогенератор А. Г. Уфимцева и В. П. Ветчинкина, Курск

В 1931 году в г. Курске была построена Ветроэлектростанция Уфимцева — первая в мире ветроэлектрическая станция с инерционным аккумулятором, изобретатель А. Г. Уфимцев.
Вторая в СССР ветроэлектрическая станция была построена в 1931 году в Балаклаве на Караньских высотах. Мощностью 100 кВт, она на момент строительства являлась самой большой в Европе. Экспериментальный ветроагрегат был разработан коллективом специалистов ЦАГИ и Всесоюзного ветроэнергетического института под руководством изобретателя Ю. В. Кондратюка. До Великой Отечественной войны он вырабатывал электроэнергию для трамвайной линии Балаклава — Севастополь. После оккупации полуострова ВЭС была уничтожена немецко-румынскими оккупантами.
После войны советская промышленность освоила выпуск серии различных ветроустановок мощностью по 3-4 киловатта, востребованными в сельской местности. На период с 1950 по 1955 годы в СССР пришёлся пик по производству ветрогенераторов — до 9 тысяч штук в год единичной мощностью до 30 кВт. Однако с развитием крупных ТЭС и ГЭС, появления АЭС серийное производство ветроустановок было прекращено. Лишь в 1987 году была принята программа «Экологически чистая энергетика», по которой планировалось к 1995 году построить 57 тысяч ветроустановок за счёт государственного финансирования. Однако из-за долгой паузы в разработке и строительстве ВЭС отрасль оказалась не готова к развитию практически с нуля, и после наступившего вскоре падения советской экономики программа была свёрнута.
В постсоветской России развитие ветроэнергетики происходит только с появлением иностранных держателей современных технологий, при этом производится локализация производства оборудования. Высокая конкуренция на рынке ветроэнергетики и последовательное замещение импортных комплектующих уже привело к уменьшению себестоимости строительства ВЭС ниже среднемировых значений.
На 2020 год общая мощность ВЭС в стране исчисляется 905 МВт.
Самая крупная ветровая электростанция в России построена госкорпорацией «Росатом» в Ставропольском крае, её установленная мощность составляет 210 МВт.

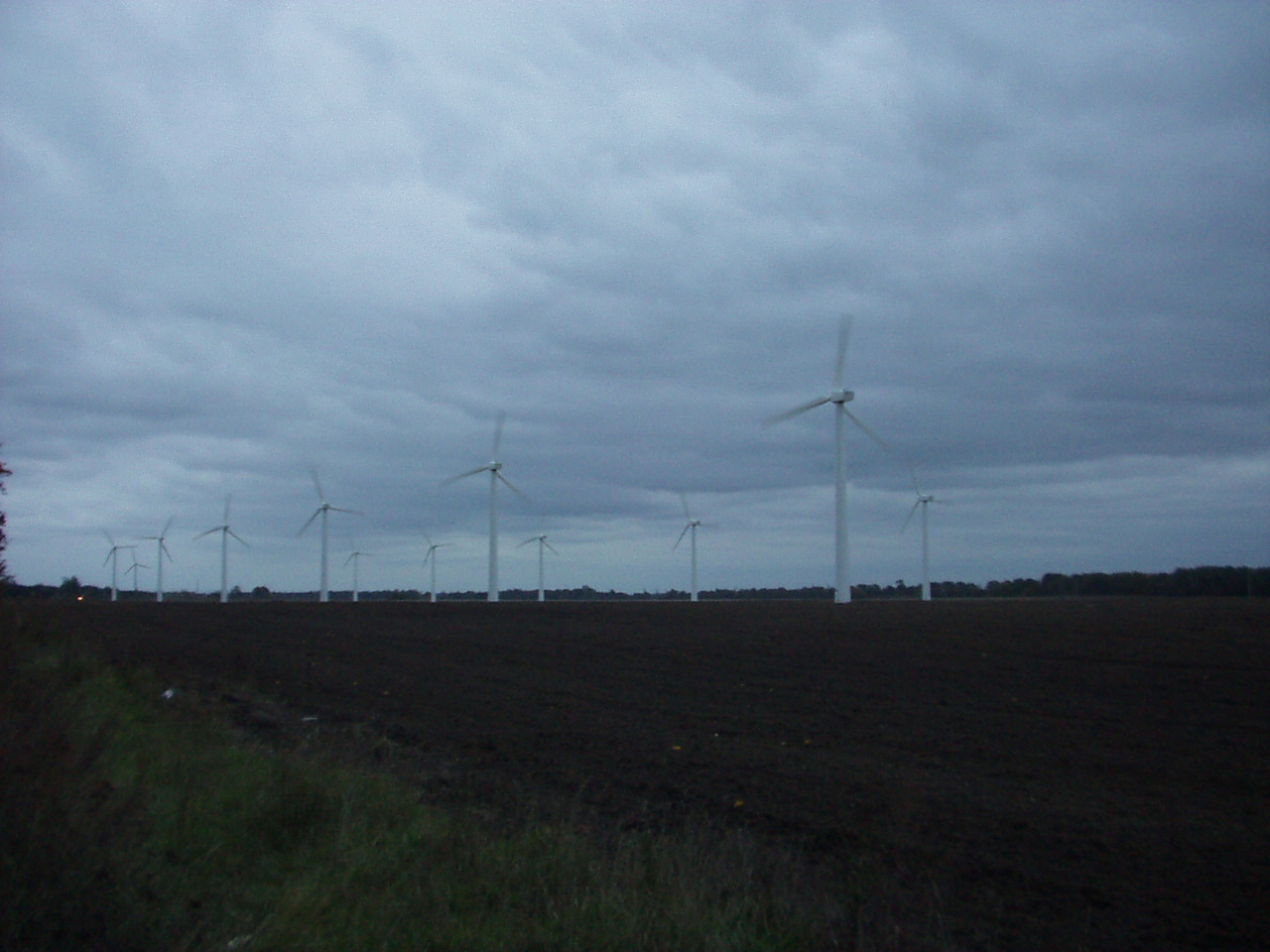
Зеленоградская ВЭС

- Мощность ВЭС в Республике Калмыкия составляет 267 МВт (Салынская, Целинская, Юстинская и Приютнинская ВЭС).
- Мощность ВЭС в Ульяновской области составляет 85 МВт (Ульяновские ВЭС-1 и −2).
- Калининградская область: Зеленоградская ВЭС, расположенная в районе посёлка Куликово Зеленоградского района имела суммарную мощность в 5,1 МВт и состояла из ВЭС датской компании SЕАS Energy Service A.S. (1 новая мощностью 600 кВт и 20 отработавших 8 лет в Дании мощностью 225 кВт каждая). Эксплуатировалась в течение 20 лет, в 2018 году вместо неё введена Ушаковская ВЭС (5,1 МВт).

Крупнейший комплекс ветровых электростанций — Сулинская, Каменская, Гуковская и первая очередь Казачьей ВЭС находится в Ростовской области, суммарная мощность составляет 350 МВт.
Мощность Анадырской ВЭС составляет 2,5 МВт.
Мощность ВЭС Тюпкильды (Башкортостан) составляет 1,65 МВт.
Заполярная ВЭС, находящаяся около города Воркута в Коми, имеет мощность 1,5 МВт, построена в 1993 году. Состоит из шести установок АВЭ-250 российско-украинского производства мощностью 250 кВт каждая.
Около Мурманска строится опытная демонстрационная ВЭС мощностью 250 кВт. В селе Пялица, в мае 2014 года, открыта первая в Мурманской области ветровая электростанция. Так же до 2016 года предусматривается дальнейшее введение ветропарков в Ловозерском и Терском районах области.

### в Казахстане
Первая на постсоветском пространстве горная ВЭС мощностью 1,5 МВт была запущена на Кордайском перевале в Жамбылской области Казахстана в 2011 году. Высота площадки — 1200 метров над уровнем моря. Среднегодовая скорость ветра 5,9 м/сек. В 2014 году количество ветротурбин «Vista International» мощностью по 1,0 МВт на «Кордайской ВЭС» было доведено до 9 агрегатов при проектной мощности 21 МВт.
В дальнейшем планируется введение в строй Жанатасской (400 МВт) и Шокпарской (200 МВт) ветровых электростанций.

### на Украине
В феврале 2015 года в Восточных Карпатах у города Старый Самбор запущена в работу первая в Западной Украине горная ВЭС «Старый Самбор 1» мощностью в 13,2 МВт (общая мощность 79,2 МВт). Состоит из ветротурбин VESTAS V-112 датского производства, номинальной мощностью 6,6 МВт. Высота площадки 500—600 м над уровнем моря, среднегодовая скорость ветра 6,3 м/сек.